# Antoine Diogène
Pour les articles homonymes, voir Diogène (homonymie).
Antoine Diogène (en grec Άντώνιος Διογένης) est un écrivain grec de l'époque romaine, auteur d'un récit de voyages fabuleux en 24 livres intitulé Les merveilles d'au-delà de Thulé (Τὰ ὑπὲρ Θoύλην ἄπιστα), qui ne nous est pas parvenu, mais dont le résumé constitue le codex 166 de la Bibliothèque de Photius.

## Datation
Photius déclare ignorer l'époque où vivait cet auteur, mais l'estime, d'après certains éléments du récit, peu éloignée du temps d'Alexandre le Grand (fin du IIIe siècle av. J.-C.). Cependant, différents éléments plaident en faveur d'une datation bien plus tardive. Tout d'abord, il est évident, d'après son premier nom (venant du latin Antonius), qu'il vivait à l'époque romaine, et probablement à celle de l'Empire. Ensuite, le terminus ante quem est fixé traditionnellement par la mention de l'ouvrage de Diogène dans la Vie de Pythagore de Porphyre de Tyr (fin du IIIe siècle) (§ 10-16) : « Comme Diogène, dans les Merveilles d'au-delà de Thulé, a rapporté avec beaucoup d'exactitude tout ce qui concerne ce philosophe [...] ». Troisièmement, la datation de deux fragments de papyrus permettrait de remonter de toute façon au IIe siècle. Enfin, l'imprégnation du texte par le néopythagorisme, ainsi que l'atticisme de sa langue, rendent très vraisemblable une datation comprise entre la fin du Ier siècle et le IIe siècle.
Par ailleurs, Photius affirme que Lucien de Samosate (IIe siècle) a imité les Merveilles dans son Histoire véritable, mais l'existence, ou le sens, du rapport entre les deux textes ne va pas de soi pour les spécialistes modernes. Et ce même Photius rapporte qu'Antoine Diogène se qualifie, dans sa préface, de « poète de l'ancienne comédie », sans qu'on sache trop ce que signifie cette expression, ni quel crédit lui accorder.

## Texte
Le texte lu par Photius était introduit par deux lettres, l'une de l'auteur à son ami Faustinos (nom également d'origine latine) où il lui annonce avoir réuni les éléments du récit et adresser son texte à sa sœur Isidora, férue d'érudition ; l'autre à sa sœur elle-même, contenant une autre lettre d'un certain Balagros à sa femme Philè qui raconte la découverte d'une mystérieuse cassette pendant le siège de Tyr par Alexandre le Grand (332 av. J.-C.).
Il y a au moins trois récits enchâssés, qui étaient apparemment entremêlés de manière complexe. Les Arcadiens envoient à Tyr une ambassade conduite par Cymbas pour engager leur compatriote et grand voyageur Deinias, qui habite cette ville, à regagner sa patrie. Mais Deinias étant trop âgé pour rentrer, on décide qu'il va raconter à Cymbas et à ses compagnons ses voyages extraordinaires ; le récit sera d'autre part consigné en deux exemplaires par l'Athénien Érasinidès, qui accompagne l'ambassade, sur des tablettes de cyprès. L'un des exemplaires, placé dans une cassette, doit être remis à la Tyrienne Dercyllis, amie de Deinias, qui la fera déposer près de son tombeau à sa mort. C'est cette cassette qui fut ensuite trouvée par un soldat d'Alexandre le Grand lors du siège de Tyr.
Il y a d'abord le voyage de Deinias, accompagné de son fils Démocharès, qui, embarquant sur le Pont-Euxin, font toutes sortes de détours autour du monde (dans une géographie fabuleuse) jusqu'à aborder sur l'île de Thulé où ils rencontrent la jeune Tyrienne Dercyllis et son frère Mantinias, victimes d'un envoûtement qui fait qu'ils vivent la nuit et sont comme morts pendant la journée. La jeune fille leur raconte comment ils ont dû fuir leur ville natale à cause des intrigues d'un prêtre égyptien félon, Paapis. Les voyages de Dercyllis et de Mantinias, très mouvementés, les ont conduits également tout autour du monde, y compris aux Enfers dont ils sont remontés avec le pythagoricien Astraios. Chez les Massagètes ils ont rencontré un autre pythagoricien, Zalmoxis, devenu un dieu chez ce peuple. Suivant la consigne d'un oracle, le frère et la sœur, laissant Astraios auprès de Zalmoxis, ont gagné l'île de Thulé, où ils ont été rejoints par le scélérat Paapis, qui les a envoûtés. Le magicien a été tué par un jeune habitant de l'île, Throuscanos, amoureux de Dercyllis, qui s'est suicidé en la croyant réellement morte. Azulis, un des compagnons de Deinias, trouve dans la besace de Paapis son livre de recettes magiques et dissipe l'envoûtement. Dercyllis et Mantinias partent pour Tyr avec Azulis pour délivrer leurs parents, eux aussi envoûtés par Paapis. Deinias et ses autres compagnons poursuivent alors leurs explorations vers le nord de Thulé et se retrouvent tout près de la Lune. Ils rencontrent une Sibylle et font des vœux qui sont tous exaucés. Deinias, s'endormant, se réveille dans le temple d'Héraclès à Tyr, où il retrouve Dercyllis et Mantinias. 
Photius affirme que le roman d'Antoine Diogène inspira non seulement l'Histoire vraie de Lucien, mais aussi les romans d'amour de l'Antiquité tardive : ceux de Jamblique, d'Achille Tatius et d'Héliodore d'Émèse, ainsi que les Histoires extraordinaires de Damascius.

## Dans la littérature contemporaine
L'ouvrage d'Antoine Diogène est au cœur du roman d'Anthony Doerr, Cloud Cukoo Land (2021), traduit en français sous le titre La cité des nuages et des oiseaux (2022). Les vingt-quatre chapitres du livre reprennent ceux d'Antoine Diogène.

### Traduction
- Des choses incroyables que l'on voit au-delà de Thulé, trad. S. Chardon de la Rochette, Paris, 1812. Lire en ligne sur remacle.org: Codex 166 de la Bibliothèque de Photius, consulté le 17 septembre 2023
- (en) B. P. Reardon (Ed.), Collected Ancient Greek Novels, Berkeley, University of California Press, 1989, 827 p.  (ISBN 0-520-04303-0). Contient le résumé de Photius. Présentation en ligne: